# Еслев
Еслев (швед. вимова: [ˈeːslœv]) — місто та адміністративний центр комуни Еслев, Сконе, Швеція з 19 598 жителями в 2018 році. Місто також є частиною Ересуннського регіону.

## Історія
Еслев був маленьким селом до початку віку залізничного транспорту. У 1858 р. була відкрита станція на головній лінії між Стокгольмом і Мальме. У 1860-х роках було побудовано більше залізниць, і Еслев став вузловою станцією з лініями в шести різних напрямках. Населення почало зростати і в 1875 році досягло 1240 жителів, а Еслев отримав статус чепінгу (ринкового міста). У 1911 році місто мало 5400 жителів і отримало статус міста (див. міста у Швеції). Населення продовжувало зростати і досягло 7000 жителів у 1951 році, 11 000 у 1964 році та 15 000 у 1995 році.
Аеропорт Еслев (ESME) спочатку використовувався для транспортування пошти, але також використовувався для військової підготовки під час Другої світової війни. Зараз його в основному використовують приватні пілоти і парашутисти.

## Пам'ятки

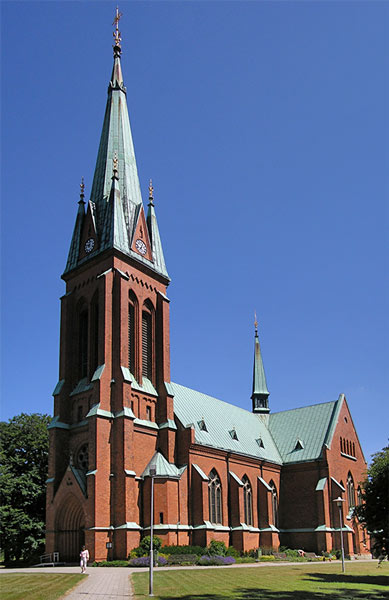
Церква в Еслеві, побудована в 1890 році в неоготичному стилі. Цей стиль, відомий у Швеції як еслевська готика.

У місті розташований найвищий дерев'яний будинок Швеції — Lagerhuset. У 2007 році відбулася масштабна реконструкція будівлі, яка була переобладнана в житловий комплекс. Будинок спочатку був побудований як силос для зернових під час Першої світової війни.